# إيزافوكونازول
ايزافوكونازول Isavuconazole مضاد فطري , من زمرة الترايازول. هو مضاد للفطريات واسع الطيف عن طريق الوريد والفم تمت الموافقة عليه في الولايات المتحدة (FDA) في 6 مارس 2015  والاتحاد الأوروبي (EU) لعلاج بعض الالتهابات الفطرية الغازية.
- له دواء مساعد (Isavuconazonium (BAL8557 وهو حالياً في مرحلتين من التجارب السريرية (الأمان والحيوية), ومن المتوقع صدور النتائج منها في النصف الثاني من عام 2013.[7]

Isavuconazonium sulfate (BAL8557)—a prodrug of isavuconazole.

## آلية العمل
ايزافوكونازول يعمل عن طريق تثبيط انوستيرول 14 ألفا demethylase وهو الإنزيم المسؤول عن تحويل الانوستيرول إلى إرغوستيرول عن طريق نزع الميثيل. الاستنزاف الناتج من الإرغوستيرول وتراكم الانوستيرول يضر هيكل غشاء الخلية الفطرية. خلايا الثدييات هي مقاومة لنزع الميثيل التثبيط بواسطة الازولات، مما يجعل من آثار الدواء الخاصة بالفطريات.

## مؤشرات الاستخدام
تمت الموافقة على ايزافوكونازول من قبل إدارة الاغذية والعقاقير لعلاج جائحة داء الرشاشيات والمجتاحة فطار عفني في البالغين الذين تتراوح أعمارهم 18 عاما فما فوق. وتسبب كل من العدوى عن طريق العفن وبالفطريات الشائعة للبيئة، وتحدث في الأفراد الذين لهم كبت المناعة أو لديهم ظروف معقدة أخرى، مثل مرض السكري أو أمراض الرئة.

## الجرعات
المستحضرات عن طريق الوريد (IV) والفم من ايزافوكونازول هي مكافئ حيوي، لذلك قد يكون تبديل التركيبات ما بين دون جرعة تحميل إضافية.

## الآثار الجانبية
الشائعة 
- القلب والأوعية الدموية: الوذمة المحيطية
- الغدد الصماء: نقص بوتاسيوم الدم
- الجهاز الهضمي: الإمساك، والإسهال، والغثيان، والتقيؤ
- العضلات والعظام: آلام الظهر
- العصبية: الصداع
- الجهاز التنفسي: السعال

 النادرة 
- الكبدية: ركود صفراوي، والتهاب الكبد، وزيادة اختبارات وظائف الكبد، فشل كبد
- المناعية: رد فعل فرط الحساسية
- الكلوية: الفشل الكلوي
- الجهاز التنفسي: فشل الجهاز التنفسي الحاد
- أخرى: رد فعل التسريب (IV فقط)[11]

## التحذيرات
لا ينبغي أن يتعاطى ايزافوكونازول مع الأدوية الأخرى التي تمنع بقوة أو تحرض انزيم سيتوكروم 3A4 بسبب التأثير على تركيز البلازما. يمكن مستحثات CYP3A4 تؤدي إلى مستويات الدواء العلاجي الفرعي، ويمكن مثبطات CYP3A4 تسبب المستويات العلاجية العالية مع زيادة الأحداث السلبية والسمية.